# Sean Leslie Flynn
Sean Leslie Flynn (Los Ángeles, California, Estados Unidos, 31 de mayo de 1941-Camboya, 6 de abril de 1970; declarado legalmente muerto en 1984) fue un actor de filmes europeos de aventuras y fotoperiodista freelance, primogénito del famoso actor Errol Flynn y Lili Damita, que desapareció cuando cubría la guerra de Vietnam como fotorreportero.

## Biografía
Sean Flynn nació en 1941 en Los Ángeles, Estados Unidos. Fue el único hijo del actor Errol Flynn y la actriz Lili Damita, y en su juventud era conocido simplemente como Leslie. Al año de nacido, sus padres se separaron e iniciaron una larga batalla legal por la custodia del bebé. Con su padre a menudo ausente, Flynn fue criado por su madre, quien recibía una cuantiosa pensión alimenticia. El chico realizó sus estudios escolares con tutores en la básica y su enseñanza superior en la secundaria de Lawrenceville, e ingresó a la Universidad de Duke, pero se retiró sin completar sus estudios.   
El joven Flynn heredó de su padre la misma apostura, apariencia y estampa que lo hiciese famoso, e incluso el temperamento inquieto y turbulento. Sean se acercó más a su padre en su preadolescencia, a partir de los 9 años, durante las vacaciones de verano, y luego Errol Flynn lo convenció de ser actor en 1956, cuando lo hizo participar a sus 15 años en The Errol Flynn Theatre en Inglaterra. Sin embargo, el contacto fue relativamente breve, ya que Errol falleció en Vancouver en octubre de 1959 cuando Sean tenía 18 años.
Luego de una efímera carrera como cantante y de lanzar un sencillo de 45rpm con una versión de la canción Secret Love (del filme Calamity Jane), Sean se convenció de que el camino de su vida era la actuación.
Gracias a su amigo, el actor George Hamilton, Sean hizo un cameo en la película de culto de adolescentes en las playas, Where the Boys Are (1960); luego de completar un entrenamiento intenso de actuación, esgrima y equitación, en 1962 encabezó el elenco de una continuación del filme Capitán Blood, llamada El hijo del capitán Blood, producida y rodada en España; en 1963 participó en la película italiana de aventuras  El signo del Zorro y en el sólido drama de la guerra fría, producido por Alemania Federal, Retraso en Marienborn (rebautizado como "Parada del tren 349"), junto al actor y director José Ferrer. Flynn continuó en westerns europeos, dramas de espionaje y aventuras en parajes exóticos, como Sandok, el Maciste de la jungla (1964), sin faltar el filme experimental Wheel of Ashes (1968) de Peter Emanuel Goldman, en el que tuvo una breve aparición y devino su última intervención cinematográfica.
La actuación no le pareció interesante y abandonó la carrera a mediados de la década de 1960. Flynn, deseoso de aventuras, viajó a Kenia para trabajar como guía de safari, guardabosques y cazador, siguiendo en cierto modo la misma estela de su padre.
De visita en Estados Unidos en 1966, fue contratado por la Revista Time como reportero gráfico por hora, para capturar imágenes excepcionales acerca de la guerra de Vietnam. Para ello recibió cierto entrenamiento militar y cursos de fotografía. Fue adscrito a las fuerzas de asalto estadounidenses como reportero militar. Al año siguiente, apareció en su última película comercial, 5 marinos en Singapur, y sirvió como camarógrafo en una secuencia del filme experimental El estado normal del artista Jean-Jacques Lebel.
También viajó a Israel para cubrir la guerra de los Seis Días, y regresó a Vietnam en 1968 para captar imágenes de la Ofensiva del Tet. Durante su labor, Flynn estuvo en la línea del frente junto a fuerzas regulares e irregulares del ejército norteamericano en zonas extremas.

## Desaparición y muerte
En 1970, la guerra civil camboyana estaba en sus inicios. El 6 de abril de ese año Flynn, quien contaba con 28 años, junto al periodista y camarógrafo de la cadena CBS, Dana Stone, de 31 años, alquilaron motocicletas Honda para recorrer la línea del frente, pero fueron detenidos por militares vietnamitas en un puesto de control en la ruta nacional número 1, en la provincia de Svay Rieng y nunca más se supo de ellos. En mayo de ese año, otros tres periodistas desaparecieron en la misma zona sin dejar rastro.
Fuentes nativas de Camboya aseguraron que ambos habrían sido ejecutados a mediados de junio de 1971 en un campo de prisioneros en Kampong Cham, al norte de Camboya.
En 1974, Lili Damita inició un periplo intentando encontrar a su hijo, sin resultados. En 1984 fue declarado legalmente como fallecido.

## Hipótesis acerca de su muerte
Muchas personas, además de su madre, intentaron descifrar el destino de Sean Flynn. Page, un periodista decidido a resolver el misterio, entrevistó en 1991 a una campesina que reconoció a Flynn en la foto y aseguró que éste le había indicado que era hijo de actores.
Según documentos de la CIA, Flynn y Stone habrían sido retenidos en la aldea de Sangke Kaong. A principios de 1971, los fotoperiodistas fueron llevados al pueblo de Rokar Knor, y de allí a Peus, luego de avance de las fuerzas estadounidenses. Tras una huelga de hambre, ambos serían trasladados y entregados a los Jemeres Rojos.
La investigación llevó a Page a una tumba en la aldea de Bei Met, en la que aparentemente descansaban «dos occidentales». El análisis de los restos concluyó que se trataban de «un hombre alto y uno bajo», que sufrieron muertes violentas.
Por otro lado, el autor Jeffrey Meyers sostiene que Flynn contrajo malaria y habría sido enterrado vivo por sus captores ante el temor del contagio, en la misma aldea.

## Homenajes literarios y musicales
Icono de una década, una guerra y un dramático periodo de la vida cultural y política de Estados Unidos, Sean Flynn, su evolución psíquica y su desaparición han sido objeto de varios homenajes. En 1982 el grupo británico The Clash estrenó la canción Sean Flynn, dedicada al fotorreportero y actor, en su álbum Combat Rock.
En 1996 se estrenó en Chicago la obra teatral Esperando a Sean Flynn, drama en dos actos de Steve Patterson sobre los reporteros que sirven de ojos y oídos de Estados Unidos cada vez que el país se involucra en una guerra. Aquí el conflicto en cuestión es Vietnam, y la acción transcurre durante la caída de Saigón en 1975. En el drama, la protagonista, una reportera radiofónica que ha adoptado Vietnam como hogar, ha estado siempre acompañada por Sean Flynn, que ha encontrado en la crudeza e inmediatez de la guerra una comprensión zen de la mutabilidad de la experiencia y la percepción, y ha descubierto un tipo difícil de paz, al descender de modo tan profundo al hecho bélico, en busca de la verdad del conflicto, que la guerra se lo ha tragado y se encuentra desaparecido. 
Varios libros han cubierto la vida de Flynn. Perry Deanne publicó en 1975 Dos de los desaparecidos: Un recuerdo de algunos amigos en la guerra, sobre los dos fotorreporteros que desaparecieron durante el conflicto, Dana Stone y Flynn. Al ser reeditado en 2009 el libro apareció bajo el título Dos de los desaparecidos: Recordando a Sean Flynn y Dana Stone. Por su parte, Jeffrey Meyers publicó en 2002, Riesgo heredado: Errol Flynn y Sean Flynn en Hollywood y Vietnam y Philippe Lombard lanzó en 2011, Sean Flynn: El instinto de la aventura.